# Frankfurt (Main) Lokalbahnhof

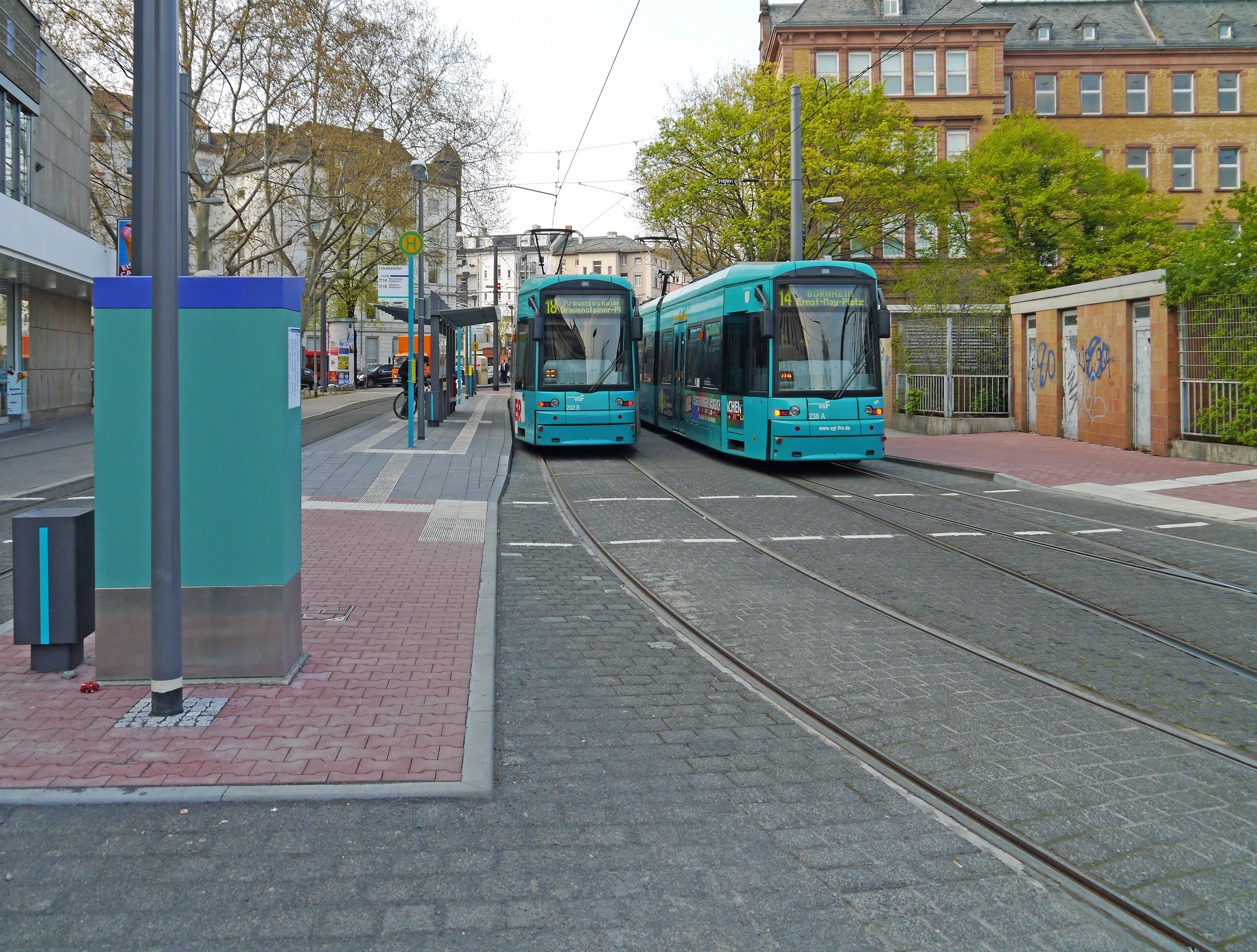
Straßenbahn-Haltestelle Frankfurt Lokalbahnhof

Frankfurt (Main) Lokalbahnhof ist ein Knotenpunkt des öffentlichen Personennahverkehrs in Frankfurt am Main. Die Tunnelstation liegt im Stadtteil Sachsenhausen und wird von der S-Bahn Rhein-Main bedient. Auf Straßenniveau gibt es Haltestellen für die Straßenbahn und Buslinien.

## Geschichte
Der Name des Bahnhofs geht auf die alte Frankfurt-Offenbacher Lokalbahn zurück, die in der Nachbarschaft von 1848 bis 1955 – mit Unterbrechungen am Ende des Ersten und des Zweiten Weltkrieges – ihre Frankfurter Endstation, den „Lokalbahnhof“ hatte.
1990 wurde die S-Bahn-Station errichtet. Sie liegt etwa 250 Meter südlich des ehemaligen Standorts des historischen Lokalbahnhofes und der heutigen Straßenbahn-Station. Bedient wird sie von den S-Bahn-Linien, die aus der Innenstadt kommend Richtung Südbahnhof führen (S3–S6).
Ein Kuriosum ist, dass in diesem nach dem einstigen Bahnhof der nach Offenbach am Main führenden Lokalbahn benannten S-Bahnhof alle S-Bahn-Linien des Citytunnels halten, mit Ausnahme derer, die nach/über Offenbach fahren.

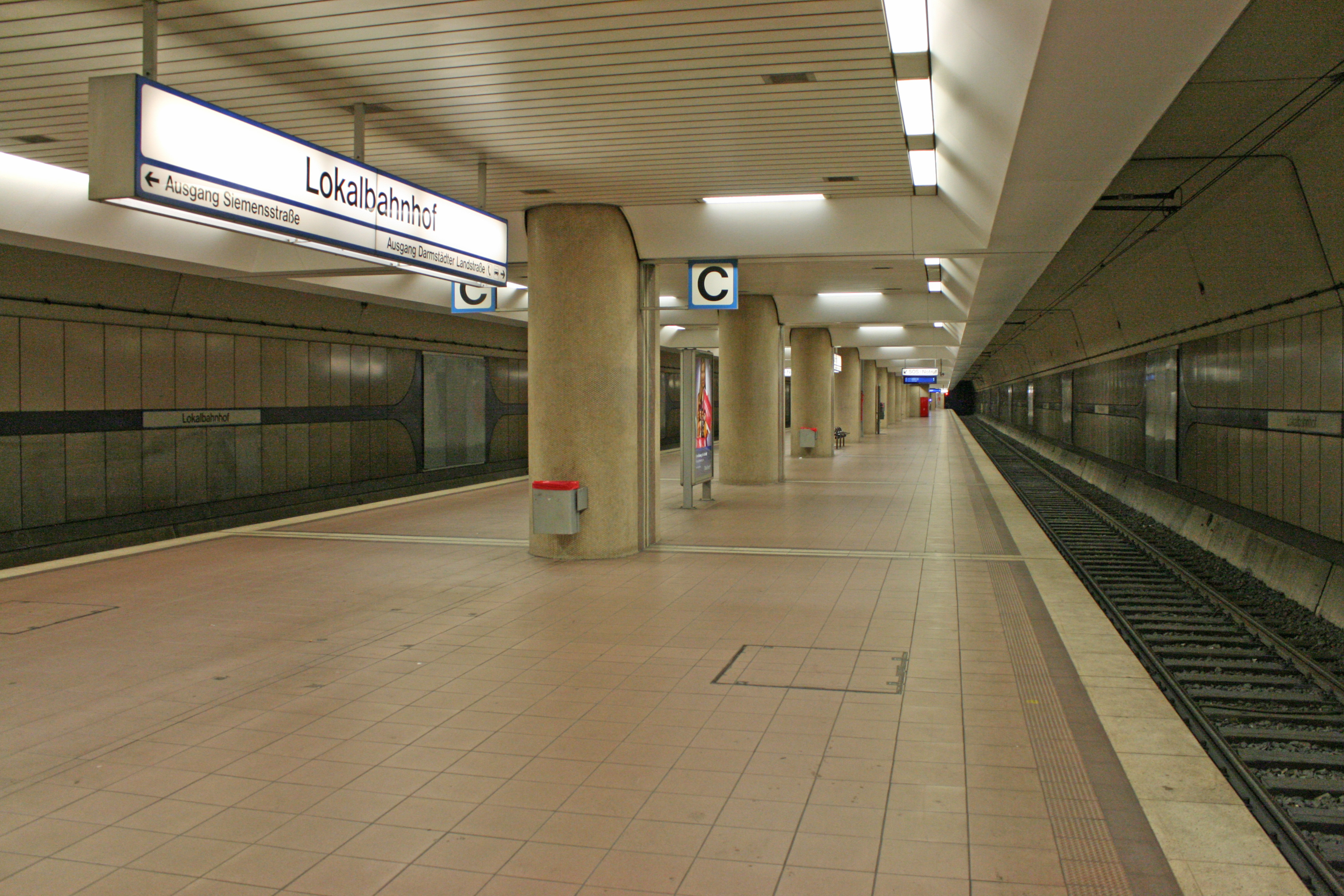
Bahnsteig vor der Erneuerung 2016

2016 erhielten die Hintergleiswände des Bahnhofs einen neuen, farbigeren Anstrich. Zudem wurden die taktilen Leitstreifen im Bahnsteig erneuert.

## Betrieb
Folgende ÖPNV-Linien verkehren heute am Lokalbahnhof innerhalb des Rhein-Main-Verkehrsverbundes (RMV):
- S-Bahn: S3, S4, S5, S6

| Linie | Verlauf | Takt |
| ----- | --- | --- |
| S3    | Bad Soden (Taunus) – Sulzbach (Taunus) Nord – Schwalbach a Ts (Limes) – Schwalbach a Ts (Limes) Nord – Niederhöchstadt – Eschborn – Eschborn Süd – Frankfurt-Rödelheim – Frankfurt (Main) West – Frankfurt am Main Messe – Frankfurt (Main) Galluswarte – Frankfurt (Main) Hbf tief – Frankfurt (Main) Taunusanlage – Frankfurt (Main) Hauptwache – Frankfurt (Main) Konstablerwache – Frankfurt (Main) Ostendstraße – Frankfurt (Main) Lokalbahnhof – Frankfurt (Main) Süd | 30 min |
| S4    | Kronberg (Taunus) – Kronberg Süd – Niederhöchstadt – Eschborn – Eschborn Süd – Frankfurt-Rödelheim – Frankfurt (Main) West – Frankfurt am Main Messe – Frankfurt (Main) Galluswarte – Frankfurt (Main) Hbf tief – Frankfurt (Main) Taunusanlage – Frankfurt (Main) Hauptwache – Frankfurt (Main) Konstablerwache – Frankfurt (Main) Ostendstraße – Frankfurt (Main) Lokalbahnhof – Frankfurt (Main) Süd | 30 min |
| S5    | Friedrichsdorf (Taunus) – Seulberg – Bad Homburg – Oberursel (Taunus) – Oberursel-Stierstadt – Oberursel-Weißkirchen/Steinbach – Frankfurt-Rödelheim – Frankfurt (Main) West – Frankfurt am Main Messe – Frankfurt (Main) Galluswarte – Frankfurt (Main) Hbf tief – Frankfurt (Main) Taunusanlage – Frankfurt (Main) Hauptwache – Frankfurt (Main) Konstablerwache – Frankfurt (Main) Ostendstraße – Frankfurt (Main) Lokalbahnhof – Frankfurt (Main) Süd | 30 min 15 min (Bad Homburg–Frankfurt Süd werktags) |
| S6    | (Friedberg (Hess) – Bruchenbrücken – Nieder-Wöllstadt – Okarben –) Groß Karben – Dortelweil – Bad Vilbel – Bad Vilbel Süd – Frankfurt-Berkersheim – Frankfurt-Frankfurter Berg – Frankfurt-Eschersheim – Frankfurt-Ginnheim – Frankfurt (Main) West – Frankfurt am Main Messe – Frankfurt (Main) Galluswarte – Frankfurt (Main) Hbf tief – Frankfurt (Main) Taunusanlage – Frankfurt (Main) Hauptwache – Frankfurt (Main) Konstablerwache – Frankfurt (Main) Ostendstraße – Frankfurt (Main) Lokalbahnhof – Frankfurt (Main) Süd – Frankfurt (Main) Stresemannallee – Frankfurt-Louisa – Neu-Isenburg – Dreieich-Buchschlag – Langen Flugsicherung – Langen (Hess) (– Egelsbach – Erzhausen – Darmstadt-Wixhausen – Darmstadt-Arheilgen – Darmstadt Hbf) | 15 min (Groß Karben–Langen montags–freitags, Bad Vilbel–Langen samstags, Bad Vilbel–Frankfurt Süd sonn-/feiertags) 30 min (Friedberg–Groß Karben montags–freitags, Friedberg–Bad Vilbel samstags, sonn-/feiertags und Langen–Darmstadt werktags, Frankfurt Süd–Darmstadt sonn-/feiertags) |
- Straßenbahn: 15, 16, 18, Ebbelwei-Expreß (EE)

| Linie | Verlauf | Takt                                                                   |
| ----- | --- | ---------------------------------------------------------------------- |
| 15    | Niederrad Haardtwaldplatz – Universitätsklinikum – Südbahnhof – Lokalbahnhof – Mühlberg – Oberrad – Offenbach Stadtgrenze                                                     | 10 min (nur HVZ)                                                       |
| 16    | Ginnheim Mitte – Bockenheimer Warte – Festhalle/Messe – Hauptbahnhof – Südbahnhof – Lokalbahnhof – Mühlberg – Oberrad – Offenbach Stadtgrenze                                 | 10 min (werktags) 15 min (sonn-/feiertags)                             |
| 18    | Preungesheim Gravensteiner-Platz – Friedberger Warte – Nordend Ost – Konstablerwache – Lokalbahnhof – Südbahnhof – Fritz-Kissel-Siedlung – Louisa Bahnhof                     | 10 min (werktags) 7/8 min (HVZ an Schultagen) 15 min (sonn-/feiertags) |
| EE    | Ebbelwei-Expreß: Zoo → Ostendstraße → Römer/Paulskirche → Willy-Brandt-Platz → Hauptbahnhof → Festhalle/Messe → Hauptbahnhof → Südbahnhof → Lokalbahnhof → Ostendstraße → Zoo | 35 min (nur an Wochenenden und Feiertagen)                             |
- Bus: 30, 36, 45, 47, 48, OF-50, 653 sowie die Nachtbuslinien n62, n63, n7 und n71